# Merion Cricket Club

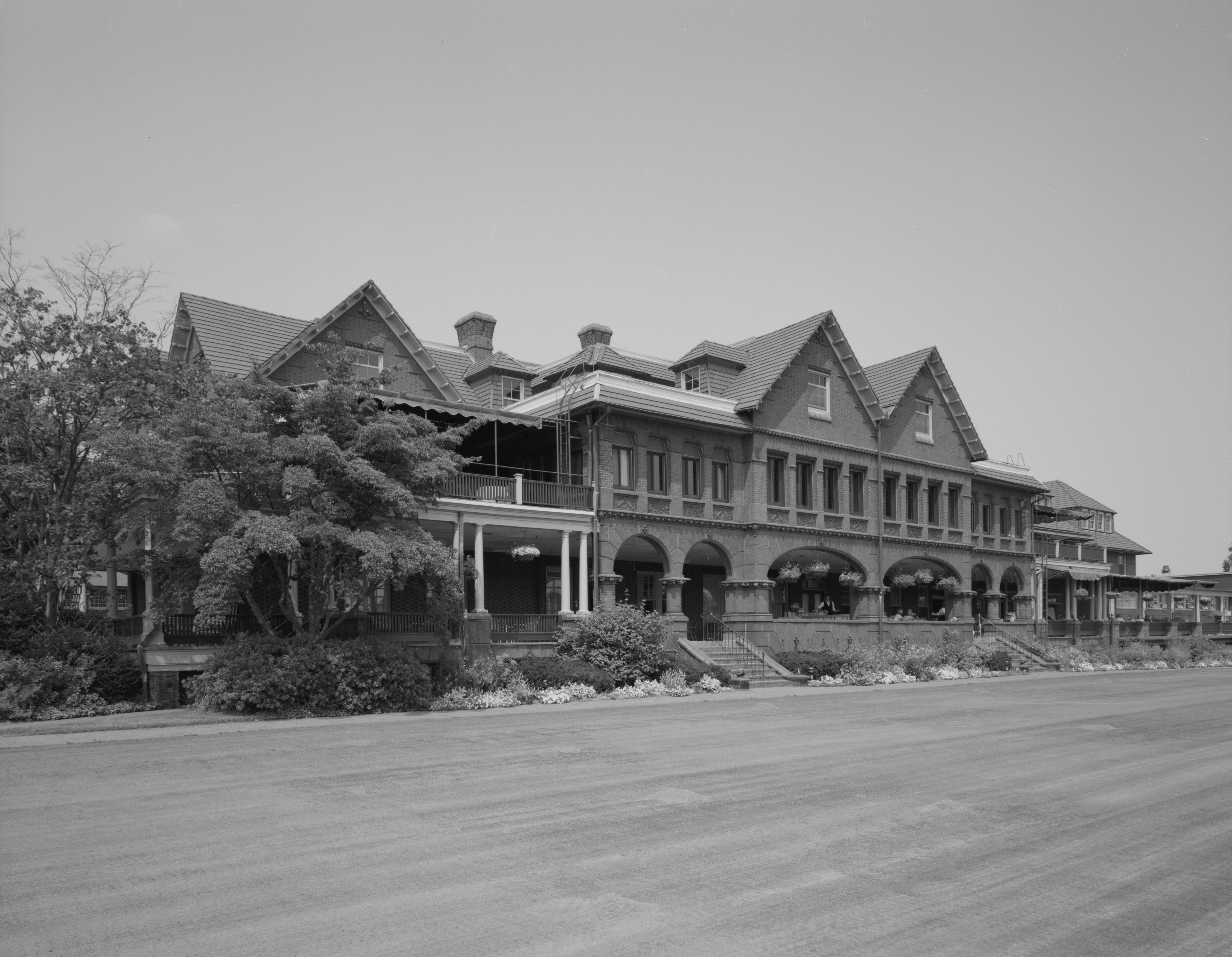
Het huidige clubhuis, sinds 1896

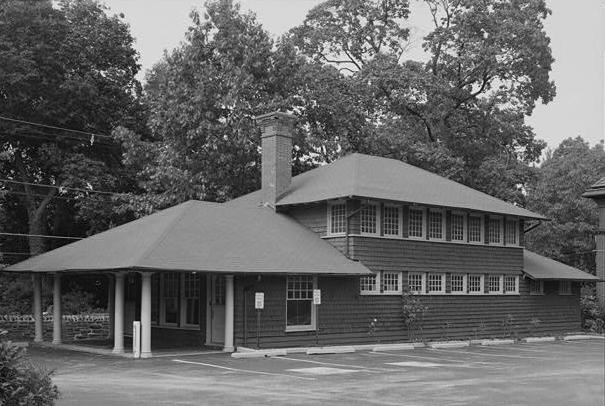
"The Cottage"

De Merion Cricket Club is een privé-club in Haverford (Pennsylvania), gesticht in 1865. Sinds 27 februari 1987 is het een National Historic Landmark (NHL, Amerikaans nationaal monument), opgenomen in het National Register of Historic Places (nationaal register van historische plaatsen), vanwege zijn vooraanstaande rol bij de bevordering, ontwikkeling en doorgaande ondersteuning van cricket, golf, squash en tennis in de Verenigde Staten, alsmede vanwege het clubhuis dat van bouwgeschiedkundig belang is als een van de weinige nog bestaande werken van Frank Furness, de belangrijkste victoriaanse architect uit Philadelphia.

## Geschiedenis
De club werd gesticht in oktober 1865, door William Montgomery en Marshall Ewing. De eerste bijeenkomst werd gehouden op 16 december 1865. De eerste wedstrijd werd gespeeld in Wynnewood (Pennsylvania) op 19 mei 1866. Van 1873 tot 1892 gebruikte de club een terrein in Ardmore (Pennsylvania), waarna men verhuisde naar de huidige accommodatie in Haverford.
Naast cricket kwamen er ook faciliteiten voor tennis en golf. De eerste tenniswedstrijd werd gehouden in 1881 – de eerste editie van het Pennsylvania Lawn Tennis Championship werd in 1894 bij de Merion Cricket Club gehouden. In 1896 stichtten enkele leden van de cricketclub ook de Merion Golf Club en de eerste (9 holes) golfbaan werd aangelegd. Daarna volgden twee 18 holes banen in 1912 en 1914, ontworpen door Jim Thomson.
In 1942 werden de cricketclub en de golfclub gescheiden, zelfstandige organisaties. Sinds de twintiger jaren werd er nauwelijks meer cricket gespeeld. In de periode 1952–1972 werd het WTA-tennistoernooi van Pennsylvania hier gehouden. In 1972 werd het beoefenen van de cricketsport nieuw leven ingeblazen, onder leiding van E. Rotan (Tanny) Sargent.
De laatste editie van het Pennsylvania Lawn Tennis Championship werd gehouden in 1974, twee weken voor het US Open (dat destijds op gras werd gespeeld) opdat de tennissers nog even konden oefenen op deze ondergrond.
In 2015 vierde de club haar 150-jarig bestaan.